# 札幌市立澄川中学校
札幌市立澄川中学校（さっぽろしりつ すみかわちゅうがっこう）とは、北海道札幌市南区澄川6条6丁目1番10号に存在する公立中学校である。

## 沿革
- 1971年（昭和46年）10月11日 - 開校[1]。
- 1980年（昭和55年）3月25日 - 1年生214名、2年生185名が札幌市立西岡中学校へ移動[1]。

## 著名な卒業生
- 下村東美 - サッカー選手
- 増子博樹 - 政治家、東京都議会